# 1987 w nauce

## Astronomia
- 23 lutego – obserwacja eksplozji supernowej SN 1987A. Po raz pierwszy zarejestrowano także neutrina wyemitowane w wybuchu supernowej[1]
- Fred L. Whipple – Nagroda Henry Norris Russell Lectureship przyznawana przez American Astronomical Society[2]
- David L. Lambert – Nagroda Dannie Heineman Prize for Astrophysics przyznawana przez American Astronomical Society[3]

## Medycyna
- 5 września – zespół lekarzy pod kierownictwem Bena Carsona dokonał pierwszej udanej operacji rozdzielenia bliźniąt syjamskich zrośniętych głowami[4]

## Nagrody Nobla
- Fizyka – Johannes Georg Bednorz, Karl Alexander Müller[5]
- Chemia – Donald James Cram, Jean-Marie Lehn, Charles John Pedersen[6]
- Medycyna – Susumu Tonegawa[7]